# Berliet T100
Der Berliet T100 ist ein schwerer dreiachsiger Lastkraftwagen des französischen Herstellers Berliet, der in kleinen Stückzahlen gebaut wurde. Er war bei seiner Vorstellung auf dem Pariser Autosalon 1957 der größte Lastkraftwagen der Welt. Er wurde für den Transport von schwerem Gerät in Wüstenregionen konzipiert. Olaf von Fersen schreibt, dass drei Fahrzeuge gebaut wurden. Francis Reyes hingegen nennt vier Einheiten. Nach der Vorstellung des ersten T100 im Jahr 1957 soll der zweite Wagen 1958 und der dritte 1959 gebaut worden sein. Offenbar wurde der T100 auch auf der Handelsmesse in Chicago ausgestellt. Im Februar 2019 wurde der Berliet T100 auf der Rétromobile ausgestellt. Heute (2019) sind noch zwei T100 erhalten.

## Beschreibung
Der Berliet T100 ist etwa 12,8 m (42 ft) lang, 4,9 m (16 ft) breit und 4 m (13 ft) hoch. Fahrzeug Nr. 1 wurde im Jahr 1958 von 13600 mm Gesamtlänge auf den neuen Wert von 15300 mm vergrößert. Angetrieben wird das Fahrzeug von einem aufgeladenen 28-Liter-V12-Dieselmotor des Herstellers Cummins. Die Leistung beim erstgebauten T100 beträgt 600 PS (441 kW). Der zweitgebaute T100 hat den gleichen Motor mit einer Leistung von 700 PS (515 kW) bei 2100 min−1. Das maximale Drehmoment beträgt 266 kp·m (2,6 kN·m) bei 1500 min−1. Vom Motor wird das Drehmoment über einen hydrodynamischen Drehmomentwandler und ein manuell zu schaltendes Clark-R1400-FS-Getriebe mit acht Gängen (jeweils vier Gänge vorwärts und rückwärts) auf alle sechs Räder übertragen. Lenkung, Schaltung und Bremsen sind servounterstützt. Der Berliet T100 hat spezielle Felgen mit 83 cm (etwa 33 in) Durchmesser. Die rund 1 m breiten Reifen stammen von Michelin mit der Größe 37,5 × 33 XR und haben einen Durchmesser von mehr als 2,2 m. Die beiden Kraftstoffbehälter fassen jeweils 950 l. Trotz seiner Größe beträgt der spezifische Bodendruck des Fahrzeuges nur 1 kp·cm−2 (9,8 N·cm−2).  Ferner ist der T100, dessen Fahrerhaus für fünf Personen ausgelegt ist, mit einem Herd, einem Kühlschrank, einer Klimaanlage und einem Trinkwassertank ausgestattet. Die Höchstgeschwindigkeit des ca. 58,9 t schweren Fahrzeuges beträgt rund 40 km/h.